# Jan Schappert
Jan Schappert (29 gennaio 1944) è un ex cestista olandese.

## Carriera
Con i Paesi Bassi ha disputato i Campionati europei del 1963.